# Makay Antal
Makói és geleji Makay Antal, neve olykor Makkay formában (Rozsnyó, 1756. február 24. – Sümeg, 1825. január 8.) veszprémi püspök.

## Élete
Makay Antal Makay Ferenc bíró és szkárosi Nagy Mária fiaként született. A gymnasiumot szülővárosában, a teologiát 1771-től Egerben végezte, ahol segédlelkész volt. Később a püspöki irodában alkalmazták, illetve annak igazgatója lett. Egerben tanárként is működött, később pedig udvari pap volt gróf Eszterházy Károly püspök mellett.
1792-től kanonok, 1801-től gágyi apát, 1808-tól királyi táblai praelátus. 1809-től egri prépost, 1816-tól hétszemélynök, makariai választott püspök és udvari tanácsos. 1818. augusztus 7-től besztercei, 1823. március 4-től veszprémi püspökké és a magyar királyné kancellárjává nevezték ki. 1825-ben hunyt el Sümegen.

## Művei
- Dictio ... episcopo Neosoliensi dum regimen almae dioecesis Neosoliensis ritu solennei capesseret Neosolii in ecclesia parochiali die 18. Apr. 1819. habita. Neosolii
- Paraenesis ad sacram dioecesanam Neosoliensem primam sinodum i lib. reg. ac. montana hujus nominis civitate, 5. et 6. calendas decembris anni 1821 collectam a ... dicta. Uo.
- Constructiones dioecesanae. Uo. 1821